# Reinhold Münzenberg
Reinhold Münzenberg (25 de gener de 1909 - 25 de juny de 1986) fou un futbolista alemany de la dècada de 1930.
Fou 41 cops internacional amb la selecció alemanya amb la qual participà en la Copa del Món de futbol de 1934 i 1938.
Pel que fa a clubs, defensà els colors de Alemannia Aachen la major part de la seva carrera (1927-1951) jugant també a SV Werder Bremen i LSV Hamburg durant la guerra.